# Ramón de la Rocha y Duji
Ramón de la Rocha y Duji   (Santa Cruz de Tenerife, 23 de juliol de 1800 - 10 d'abril de 1860) fou un militar canari, capità general de Catalunya i de les Illes Balears durant la segona meitat del segle xix.
Va detenir el càrrec de capità general de Catalunya de 1849 a 1854. Cap a final del seu mandat, el juny de 1854 es va produir l'aixecament de caràcter progressista dels generals Leopoldo O'Donnell i Domingo Dulce y Garay conegut com a vicalvarada. La seva resistència a incorporar-se al pronunciament va provocar una revolta popular el 14 de juliol. Tot i que de paraula va acceptar els fets, obsessionat per mantenir l'ordre, es va enfrontar a la Junta Popular presidida pel general Juan Contreras y San Román. Alhora va prohibir l'enderrocament de les muralles de Barcelona i va intervenir en el conflicte de les selfactines publicant un ban on es comunicava que serien passats per les armes tots els que atemptessin contra una propietat o contra la seguretat de les persones. En fer-se la situació insostenible va fugir el 5 d'agost amb ajut del cònsol anglès.
En retornar els moderats al poder en 1857 el nomenaren senador vitalici, càrrec que va ocupar fins a la seva mort el 10 d'abril de 1860. De juliol de 1858 al maig de 1859 fou Capità general de les Illes Balears.